# The Blueprint 3
The Blueprint 3 é o décimo primeiro álbum de estúdio do rapper americano Jay-Z, lançado 8 de Setembro de 2009 pela sua editora discográfica, Roc Nation, nos Estados Unidos. O álbum foi lançado digitalmente e no Reino Unido no dia 11 de Setembro de 2009, e o lançamento mundial a 14 de Setembro do mesmo ano. É o capítulo final da trilogia Blueprint, precedido pelo aclamado pela crítica The Blueprint (2001) e seu seguimento do The Blueprint²: The Gift & the Curse (2002). O álbum inteiro vazou em 31 de Agosto de 2009. Após o seu lançamento, o álbum recebeu geralmente opiniões positivas dos críticos de música, com base em uma pontuação total de 65% de 100% do Metacritic. O álbum vendeu cerca de 476.000 cópias na semana de estreia.

## Recepção
As primeiras notícias sobre o álbum, foram reveladas quando DJ Clue lançou em Janeiro de 2008 uma canção chamada "Ain't I"", produzida por Timbaland. Na introdução, Clue diz, "Off that Blueprint 3 baby!". No entanto, um porta-voz de Jay-Z disse que era uma canção, De inéditas e antigos que a gravação de The Blueprint 3 ainda não tinha começado. Em Julho, Timbaland, um colaborador frequente dos álbuns anteriores de Jay Z, disse à MTV. Mas, numa entrevista à revista Rolling Stone, declarou que a notícia era "prematura". Mais tarde, no mesmo mês, Jay-Z apareceu no palco para apresentar a canção "Jockin 'Jay-Z" produzida Por Kanye West durante o último Glow In The Dark Tour. No dia seguinte, Jay-Z confirmou como o título do álbum durante uma entrevista à emissora de rádio Shade 45.
Em Novembro de 2008, o álbum estava terminado. Em Janeiro de 2009, Jay-Z confirma continuação da produção do álbum e admitiu o vazamento de várias músicas. "DOA (Death Of Auto-Tune)" estreou em 5 de Junho. Em 20 de Maio de 2009, Jay-Z confirmou que comprou o restante do seu contrato com a Def Jam Records, a fim de iniciar o seu contrato com a Live Nation, como The Blueprint 3 foi ajustado para ser liberado sob Roc Nation e distribuído pela Atlantic Records.

## Faixas
| N.º | Título                                                               | Produtor(es)                               | Duração |  |
| 1.  | "What We Talkin' About" (com Luke Steele do grupo Empire of the Sun) | Kanye West, No I.D.                        | 4:01    |  |
| 2.  | "Thank You"                                                          | Kanye West, No I.D.                        | 4:10    |  |
| 3.  | "D.O.A. (Death of Auto-Tune)"                                        | No I.D.                                    | 4:15    |  |
| 4.  | "Run This Town" (com Rihanna e Kanye West)                           | Kanye West, No I.D.                        | 4:27    |  |
| 5.  | "Empire State of Mind" (com Alicia Keys)                             | Al Shux, Janet Sewell-Ulepic, Angela Hunte | 4:36    |  |
| 6.  | "Real as It Gets" (com Young Jeezy)                                  | The Inkredibles                            | 4:12    |  |
| 7.  | "On to the Next One" (com Swizz Beatz)                               | Swizz Beatz                                | 4:17    |  |
| 8.  | "Off That" (com Drake)                                               | Timbaland, Jerome Harmon                   | 4:06    |  |
| 9.  | "A Star Is Born" (com J. Cole)                                       | Kanye West, No I.D., Kenoe                 | 3:48    |  |
| 10. | "Venus vs. Mars" (voz de fundo por Beyoncé)                          | Timbaland, Jerome Harmon                   | 3:10    |  |
| 11. | "Already Home" (featuring Kid Cudi)                                  | Kanye West, No I.D., Jeff Bhasker          | 4:29    |  |
| 12. | "Hate" (com Kanye West)                                              | Kanye West                                 | 2:31    |  |
| 13. | "Reminder"                                                           | Timbaland, Jerome Harmon                   | 4:18    |  |
| 14. | "So Ambitious" (com Pharrell)                                        | The Neptunes                               | 4:12    |  |
| 15. | "Young Forever" (com Mr Hudson)                                      | Kanye West                                 | 4:13    |  |